# Nicolas Guibal
Pour les articles homonymes, voir Guibal.
Nicolas Guibal (29 novembre 1725, Lunéville - 3 novembre 1784, Stuttgart) est un peintre lorrain qui exerça son métier à la cour du duché de Wurtemberg. 

## Biographie
Nicolas Guibal est le fils du sculpteur lorrain Barthélemy Guibal. Son père travaille d'abord au service du duc Léopold de Lorraine à Lunéville et, à partir de 1733, pour Stanislas Leszczyński à Nancy et dans les environs. Sa mère, Marie-Catherine Barthélemy, est issue d'une famille aisée de la région.
Il reçoit ses premières inspirations dans l'atelier de son père. Il opte cependant pour une formation de peintre et se rend à Nancy chez Claude Charles, l'ancien peintre de la cour de Léopold Ier de Lorraine. En 1740, il se rend à Paris où, à partir de 1745, il s'inscrivit à l'Académie des beaux-arts auprès de Charles-Joseph Natoire.

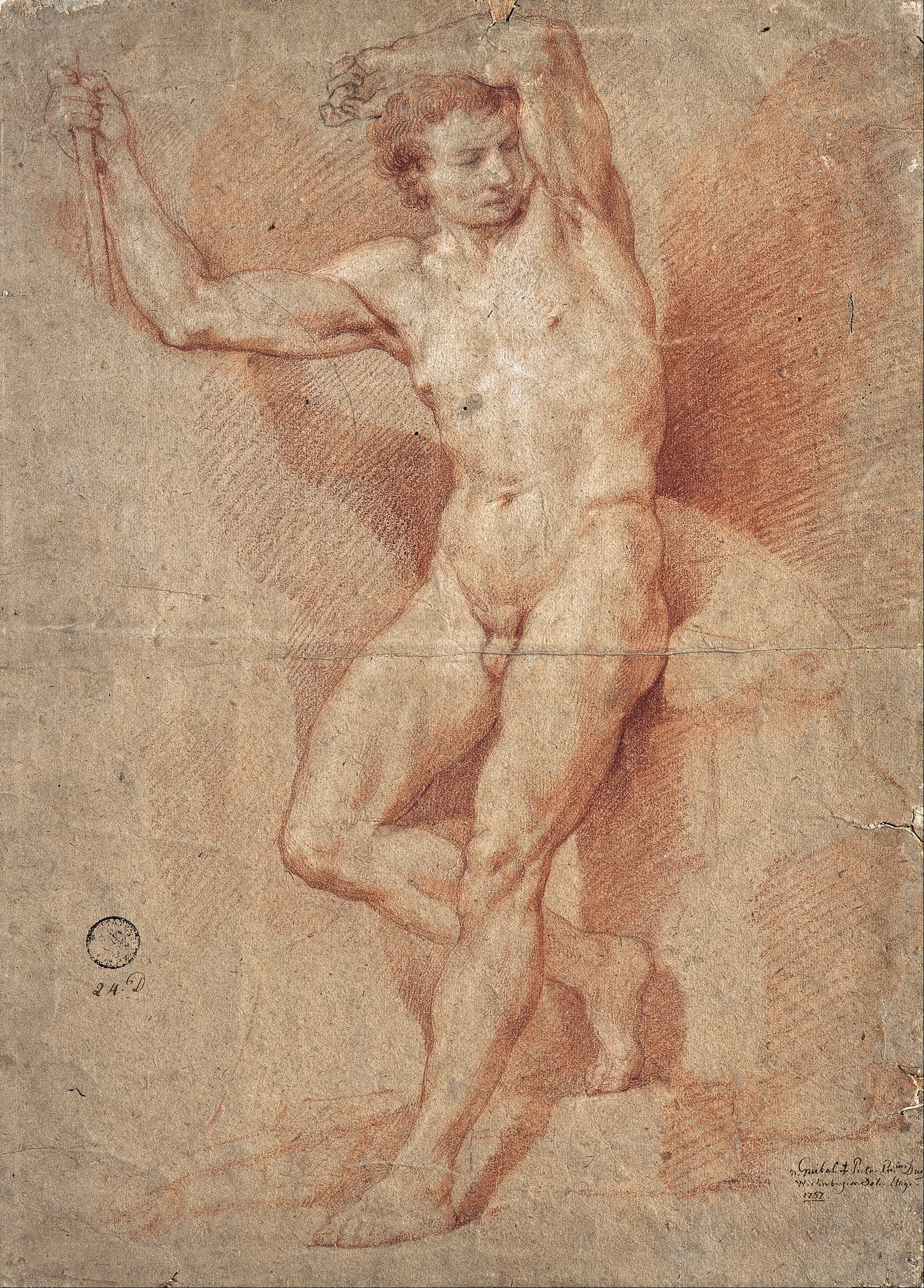
Nu masculin debout

En 1749, le duc Charles II de Wurtemberg l'appele à la cour de Wurtemberg. Il organise des fêtes de cour et crée des décors de théâtre. En 1750, le duc lui accorde 200 florins pour un voyage à Rome. Lorsque le duc se rend lui-même à Rome en 1753, Guibal lui remet plusieurs tableaux. Ils plaisent au duc. Lorsque celui-ci revient au Wurtemberg, il lui accorde une pension annuelle de 750 florins pour poursuivre sa formation en Italie. Les tableaux que Guibal peint à Rome sont perdus, à l'exception d'un seul, lors de l'incendie du nouveau château de la résidence de Stuttgart en 1762. Ce tableau n'a été conservé qu'en copie, sous la forme d'une gravure d'un élève de Charles. Ce tableau à l'antique montre l'influence de Guido Reni et des similitudes avec un tableau d'Anton Raphael Mengs, dont Guibal avait fait la connaissance lors de son séjour à Rome.
En 1755, à son retour d'Italie, le duc le nome premier peintre de la cour, Peintre du duc de Wurtemberg. En 1758, il achève la grande peinture du plafond de la cage d'escalier du Nouveau Château, détruite pendant la Seconde Guerre mondiale. Cette année-là, il est nommé membre de l'l'Académie des arts d'Augsbourg.
Guibal se marie en 1759 avec Christine Regina Juliana Greber. Cinq enfants naissent de ce mariage.

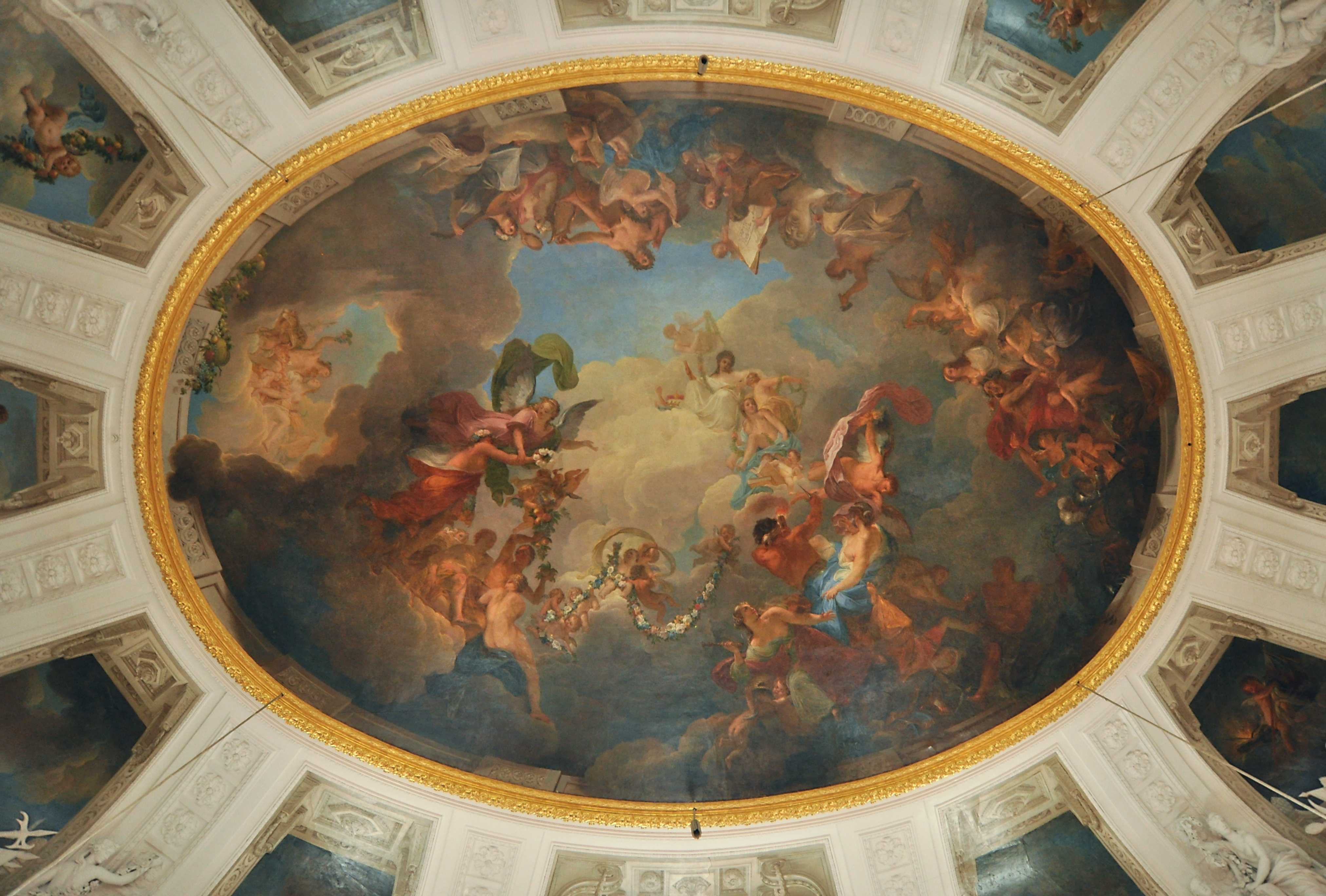
Allégorie de la prospérité du pays due aux vertus du duc Charles II, salle principale du château de Solitude

En 1760, il obtient le titre de directeur de galerie et le rang de conseiller de chambre à la cour. Cette position lui procure des revenus de 500 florins par an, pour moitié en espèces et pour moitié en nature, ainsi que le droit d'être transporté par des charrettes à deux chevaux.  En 1763, il s'occupe, avec l'architecte de la cour Philippe de La Guêpière, de l'aménagement intérieur de la maison du lac nouvellement construite, qui sera plus tard connue sous le nom de Monrepos. Dans le salon, il peint une scène des Métamorphoses d'Ovide. La même année, la construction du Château de Solitude commence. Dès le début de la construction, Guibal crée de nombreuses ébauches, des esquisses de murs, des morceaux de murs et de portes. En 1766 et 1767, les deux grandes peintures de plafond du château de Solitude sont finalement achevées : une scène de résurrection dans la chapelle et une Allégorie de la prospérité du pays due aux vertus du duc Charles II dans la salle principale. Pour ces travaux, il est aidé par le peintre Adolf Friedrich Harper ainsi que par des élèves de l'Académie des Arts. Les sculpteurs et les artisans d'art se conformèrent à ses directives. Le duc augmente son salaire à 2000 florins par an.
Vers 1770, la renommée de Guibal dépasse les frontières du Wurtemberg. Sur commande du prince électeur Karl Theodor von der Pfalz, il peint dans la salle de bains du château de Schwetzingen la peinture de plafond Aurora vainc la nuit - à nouveau une réminiscence de Guido Reni en référence claire à son Aurore du Palazzo Rospigliosi à Rome. En 1774-1776, il peint deux tableaux d'autel pour la cathédrale Saint-Ours de Soleure, qu'il apporte personnellement. En 1778, il séjourne quelque temps à Mannheim où il peint une apothéose du prince électeur du Palatinat dans la maison du baron impérial Joseph Sebastian von Castell auf Bedernau.  Ce tableau est également perdu pendant la Seconde Guerre mondiale.

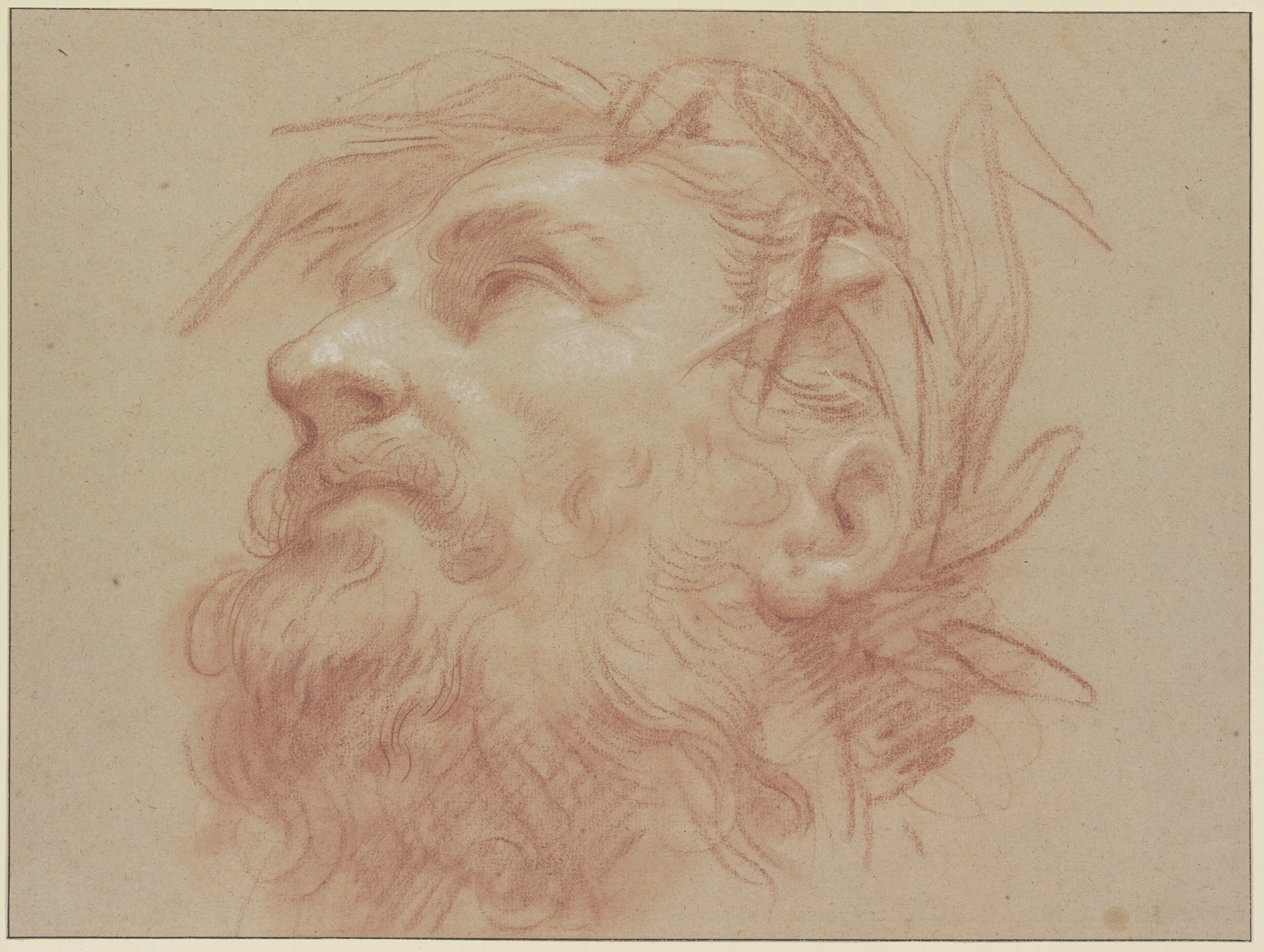
Tête d'un dieu fluvial

A la même époque, un catalogue illustré de la collection de tableaux du prince électeur Johann Wilhelm de Düsseldorf, qui se trouve aujourd'hui à l'Alte Pinakothek de Munich, est réalisé. Guibal conçoit la page de titre ainsi qu'une gravure thématique pour chacune des six salles.  Guibal en dessine la page de titre ainsi qu'une gravure thématique pour chacune des six salles.
En 1774, il est admis comme franc-maçon dans la loge maçonnique Zu den 3 Cedern à Stuttgart. Il peint des emblèmes maçonniques dans le local de la loge, qui n'existe plus aujourd'hui. Il y réalise également une peinture de plafond dont le personnage principal, un génie flottant dans les nuages, tient une branche d'acacia.
En 1780, il conçoit cinq peintures de plafond pour la Hohe Karlsschule (Académie militaire de Stuttgart), qu'il achève avec ses élèves jusqu'en 1782. En outre, dans les dernières années de sa vie, il réalise un projet de peinture d'hommage pour une délégation russe au Nouveau Château (Neues Schloss Stuttgart), exécuté par Philipp Friedrich von Hetsch, ainsi que des œuvres plastiques à Stuttgart, Schwäbisch Hall, Hohenheim et ailleurs. En 1783, il se rend à Paris pour y prononcer son éloge de Poussin, primé par l'Académie royale des sciences et des arts de Rouen. 

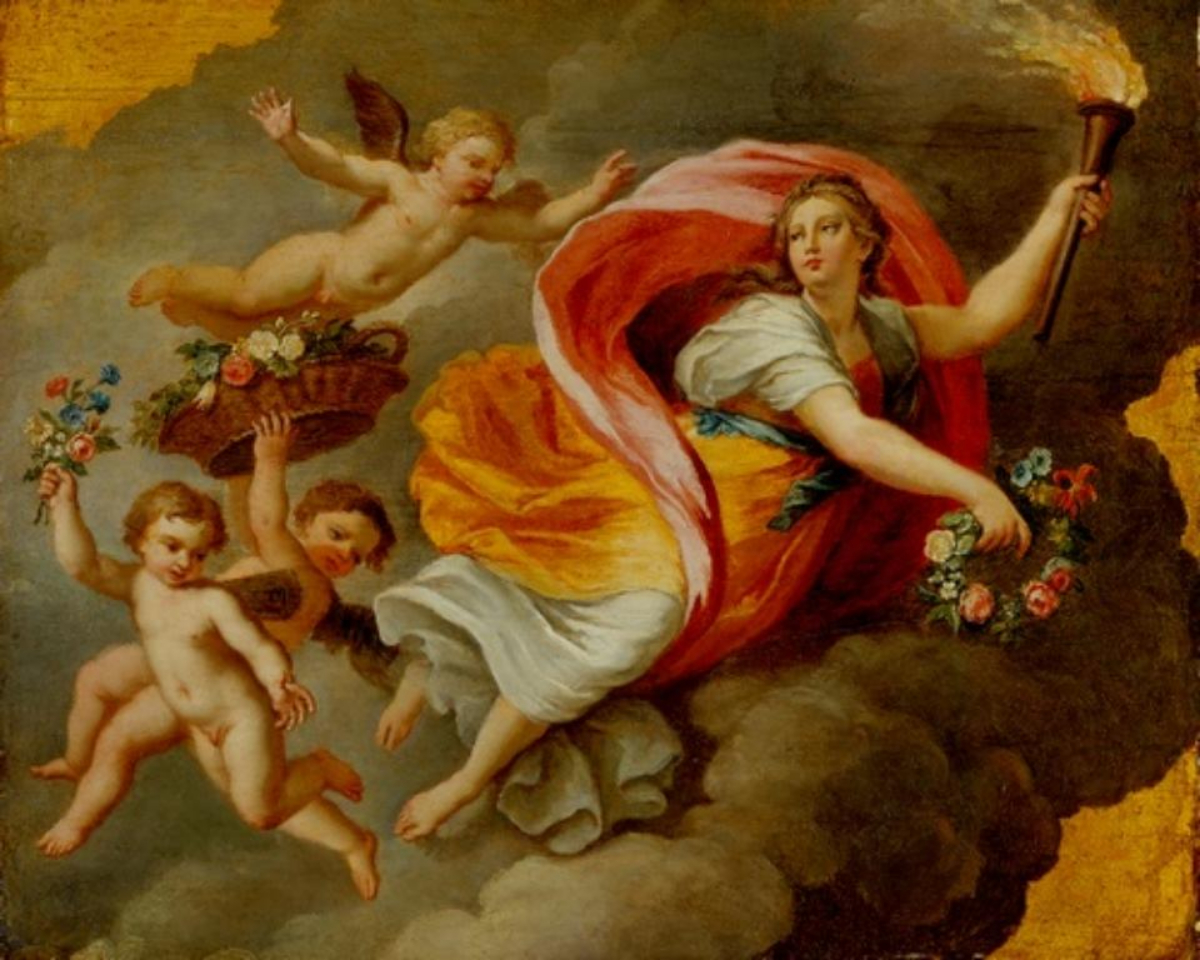
Aurore

Depuis la fin des années 1770, son état de santé se détériore. En 1781, il doit se rendre en cure à Strasbourg en raison de graves crises convulsives récurrentes. Les médecins diagnostiquent une intoxication par des peintures contenant des métaux lourds. Le 3 novembre 1784, Nicolas Guibal décède. 
Parmi se élèves, on compte  Johann Gotthard von Müller, Johann Heinrich Dannecker, Reinhard Ferdinand Heinrich Fischer, Heinrich Friedrich Füger, Philipp Friedrich von Hetsch, Joseph Nicolaus Peroux, Ludovike Simanowiz, Nikolaus Friedrich von Thouret, entre autres.

## Œuvre
Ses œuvres principales sont des peintures pour le plafond de Château de Solitude en Allemagne et la Hohe Karlsschule (Académie militaire de Stuttgart),.
Avec son langage formel et ses déclarations picturales allégoriques, l'art de Guibal peut être situé dans le baroque tardif. Très apprécié de ses contemporains, son art est rejeté à peine vingt ans après sa mort comme étant dépassé et éclectique. Peu après 1800, l'architecte de la cour Nikolaus Friedrich von Thouret fit détruire les décorations de Guibal et de Philippe de La Guêpière dans le palais de Monrepos pour les remplacer par des décorations de style Empire. Parmi ses détracteurs posthumes, Johann Wolfgang von Goethe l'accuse de manquer de sérieux et de ne pas comprendre le « dessin bien compris de formes admirablement équilibrées ».
Pendant la Seconde Guerre mondiale, la plupart de ses peintures monumentales ainsi que de nombreux panneaux et dessins ont été détruits.